# Дефолт
Дефо́лт (англ. default — невиконання обов'язків) — стан у кредитних відносинах, що настає, коли позичальник не виплачує свої борги або платежі, порушення платіжних зобов'язань позичальника перед кредитором, нездатність проводити своєчасні виплати за борговими зобов'язаннями або виконувати інші умови договору позики. Цим терміном позначають будь-які види відмови від боргових зобов'язань (тобто він певною мірою є синонімом поняття «банкрутство»), але, як правило, його використовують вужче, маючи на увазі відмову центрального уряду або муніципальної влади від своїх боргів.
Дефолт – це та точка у часі, у якій настає зміна режиму виконання зобов'язань боржника перед кредитором.
Існує різниця між поняттями дефолт — невиконання фінансових обов'язків, неплатоспроможність — неможливість виплачувати зобов'язання, та банкрутство — визнана господарським судом фінансова неспроможність. 

## Типи дефолтів

### Технічний дефолт
Технічний дефолт — невиконання позичальником додаткових умов кредитної угоди, наприклад, заборону певної діяльності до повернення позики, підтримка певного рівня фінансових показників компанії впродовж дії угоди тощо. Технічний дефолт не означає банкрутство компанії чи неможливість виплачувати зобов'язання по кредитах.  Технічний дефолт виникає всупереч волі емітента (позичальника) через відсутність можливостей для сплати, надалі прецедент підлягає врегулюванню згідно з угодою сторін. Технічний дефолт - це ситуація, коли позичальник не виконує умови договору позики, але фізично він цей договір може виконати в майбутньому. Невиконання умов договору може мати на увазі як відмову платити відсотки або основну частину боргу, так і відмову надати необхідні документи (наприклад річний звіт) або будь-яке інше порушення пункту договору позики. Дефолт може оголосити не тільки сам позичальник, а й кредитор за фактом невиплати згідно з графіком платежів з будь-якої причини. Дефолт не тягне за собою ні повну, ні часткову ануляцію боргу. Подальша доля позичальника і кредитора залежить від причин дефолту і можливостей врегулювання боргу в майбутньому на основі законодавства в країні. Досить часто технічний дефолт призводить до банкрутства позичальника.
В історії державні та корпоративні дефолти траплялися досить часто. Багато урядів і грандів світового бізнесу колись були в стані технічного дефолту, наприклад, дефолти США в 1933-му і 1971-му роках.
Наслідки суверенних дефолтів можуть мати широкі масштаби: спад в економіці, посилення інфляції та девальвації національної валюти. Приклади суверенних дефолтів: російський дефолт 1998 року (тільки за внутрішніми боргами), аргентинський дефолт 2001 року , дефолт у Мексиці у 1982 році, в Уругваї у 2003 році, у Північній Кореї в 1987 році, у Шрі-Ланці у 2022 році. 1 липня 2015 року Греція допустила технічний дефолт.
На думку британської корпорації BBC, у 2021 році США була на межі оголошення технічного дефолту. На початку 2023 року міністерство фінансів США почало застосування надзвичайних заходів через ризик дефолту США.

### Стратегічний дефолт
Коли боржник «обирає» дефолт за кредитом, незважаючи на те, що може його обслуговувати (здійснювати платежі), це називається стратегічний дефолт. Найчастіше це відбувається для борг без права регресу, коли кредитор не може пред'явити інші вимоги до боржника; поширеним прикладом є ситуація від'ємного капіталу за іпотечний кредит у юрисдикціях, таких як Сполучені Штати, який, як правило, є без права регресу. В останньому випадку дефолт називають «дзвінкою поштою» - боржник припиняє здійснювати платежі і надсилає ключі кредитору, як правило, банку.

### Стратегічний дефолт держави
Ще може називатися як суверенний стратегічний дефолт. Суверенні позичальники, такі як національні держави, також можуть оголосити дефолт за кредитом, навіть якщо вони спроможні здійснювати платежі. У 2008 році президент Еквадору Рафаель Корреа оголосив стратегічний дефолт по виплаті відсотків за державним боргом, заявивши, що вважає борг «аморальним і незаконним».

### Повний дефолт
Повний дефолт означає, що країна не може і не має бажання здійснювати заходи (фінансувати витрати), пов'язані з виконанням боргових зобов'язань.
Наслідками повного дефолту є:
- світова ізоляція країни;
- арешт іноземних активів країни;
- неможливість здійснення додаткових запозичень коштів зі світового ринку позикових капіталів;
- накладання квот і обмежень на торгівлю з цією країною або на інвестування в дану країну;
- відмова надавати кредити тощо.

### Суверенні дефолти
Суверенний дефолт — невиплата країною зобов'язань по державних запозиченнях.
Суверенні позичальники, такі як національна держава, зазвичай не підлягають судам у справах про банкрутство у своїй юрисдикції, а отже, можуть оголосити дефолт без юридичних наслідків. Одним із прикладів є Греція, яка оголосила дефолт за кредитом МВФ у 2015 році. У таких випадках країна, що оголосила дефолт, і кредитор, швидше за все, переглянуть відсоткову ставку, термін кредиту або основну суму виплат. Коли була Російська фінансова криза 1998 року Росія оголосила дефолт за внутрішнім боргом (ДКО), але не оголосила дефолт за зовнішніми Єврооблігаціями. В рамках Аргентинської економічної кризи у 2002 році Аргентина оголосила дефолт за боргом перед Світовим банком у розмірі $1 млрд.

## Приклади
Яскравий приклад суверенного дефолту — російський дефолт 1998 року. 17 серпня Уряд Росії оголосив про припинення платежів за низкою зобов'язань, в тому числі ДКО та ОФЗ. У 2001 і 2014 роках дефолт стався в Аргентині, в Мексиці 1994 року, в Уругваї 2003 року, в Північній Кореї 1987 року, в Греції 2015 року стався технічний дефолт.
27 червня 2022 року Блумбер написав про дефолт Росії за державним боргом.